# Weston (Pensilvania)
Weston es un lugar designado por el censo ubicado en el condado de Luzerne en el estado estadounidense de Pensilvania. En el año 2010 tenía una población de 321 habitantes.

## Geografía
Weston se encuentra ubicado en las coordenadas 40°56′33″N 76°8′24″O / 40.94250, -76.14000.. Según la Oficina del Censo de los Estados Unidos, Weston tiene una superficie total de 0,42 mi² (1,1 km²), de la cual 0,42 mi² (1,1 km²) corresponden a tierra firme y 0 mi² (0 km²) es agua.